# Chromadorina viridis
Chromadorina viridis är en rundmaskart som först beskrevs av Otto Friedrich Bernhard von Linstow 1876.  Chromadorina viridis ingår i släktet Chromadorina och familjen Chromadoridae. Arten är reproducerande i Sverige. Inga underarter finns listade i Catalogue of Life.